# Martín Carrera

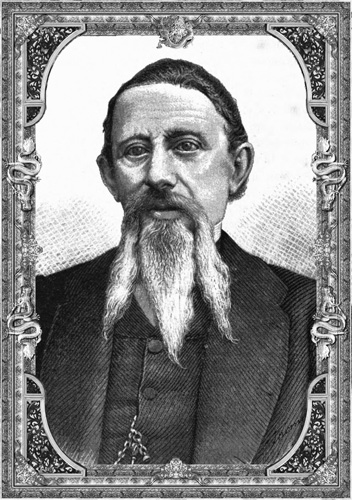
Martín Carrera, interim-president van Mexico

Martín Carrera Sabat (Puebla, 20 december 1806 - Mexico-Stad, 22 april 1871) was een Mexicaans politicus.
In 1821 sloot hij zich aan bij het Leger van de Drie Garantiën van Agustín de Iturbide. Tijdens de Amerikaans-Mexicaanse Oorlog vocht hij in de slagen van Padierna en Molino del Rey. In 1855, nadat Antonio López de Santa Anna door de Revolutie van Ayutla uit het zadel was gestoten, diende hij voor iets minder dan een maand als interim-president van Mexico.